# واين بيكر بروكس
واين بيكر بروكس (بالإنجليزية: Wayne Baker Brooks)‏ هو مغني وكاتب أغاني أمريكي، ولد في 30 أبريل 1970 في شيكاغو في الولايات المتحدة.

## وصلات خارجية
- الموقع الرسمي
- واين بيكر بروكس على موقع ميوزك برينز (الإنجليزية)
- واين بيكر بروكس على موقع أول ميوزيك (الإنجليزية)
- واين بيكر بروكس على موقع ديسكوغز (الإنجليزية)